# Barsat Ki Rat
Barsat Ki Rat (Hindi: बरसात की रात, übersetzt: Eine regnerische Nacht) ist ein Film mit der Schauspielerin Madhubala in einer ihrer letzten Filmen. Dieser Film wird oft auch als "Barsaat Ki Raat" deklariert, jedoch wird im Vorspann des Films die Schreibweise mit jeweils einem "a" benutzt.

## Handlung
Aman Hyderabadi ist ein bekannter Poet und schreibt Liedtexte. Für seinen Job reist er zu seinem Freund Inspektor Shekhar um dann bei "All India Radio" seine eigens geschriebenen Texte live zu singen. In einer regnerischen Nacht sucht er Unterschlupf sowie auch Shabnam – die ihm nach dieser Nacht nicht mehr aus dem Kopf geht. 
Durch Shekhar lernt er die Familie des Polizeikommissars Khan Bahadur kennen. Und so trifft er auf die älteste Tochter, das mysteriöse Mädchen jener Nacht. Die Familie ist auf der Suche nach einem Privatlehrer für ihre kleine Tochter Razia, wofür Aman seine Hilfe anbietet. 
Während der Unterrichtsstunden kommen sich Aman und Shabnam näher. Der Vater bekommt etwas von den Gesprächen mit und verbietet jeglichen Kontakt. Shabnam sieht als einzige Rettung die gemeinsame Flucht mit Aman. Ihre Flucht bleibt nicht unentdeckt und Khan Bahadur plant eine schnelle Heirat mit Aftab aus Lucknow. Die Ereignisse überschlagen sich und letztendlich zeigt Shabnams Vater Einsicht und erlaubt die Beziehung zu Aman. 

## Musik
| # | Titel                                   | Sänger/in                                                   |
| - | --------------------------------------- | ----------------------------------------------------------- |
| 1 | "Zindagi Bhar Nahi Bhoolegi"            | Mohammad Rafi                                               |
| 2 | "Garjat Barsat Sawan Aayo Re"           | Suman Kalyanpur, Kamal Barot                                |
| 3 | "Main Ne Shayad"                        | Mohammad Rafi                                               |
| 4 | "Mujhe Mil Gaya Bahana"                 | Lata Mangeshkar                                             |
| 5 | "Nigah-e-Naaz Ke Maron Ka Haal-Qawwali" | Asha Bhosle, Sudha Malhotra, Shankar, Shambhu, S. D. Batish |
| 6 | "Na To Karvaan Ki Talash Hai"           | Mohammad Rafi, Asha Bhosle, Sudha Malhotra, Manna Dey       |
| 7 | "Yeh Hai Ishq Ishq"                     | Mohammad Rafi, Manna Dey, Sudha Malhotra, S. D. Batish      |
| 8 | "Ji Chahta Hai Choom Loon - Qawwali"    | Asha Bhosle, Sudha Malhotra, Balbir, Bande Hasan            |
| 9 | "Zindagi Bhar Nahin Bhoolengi"          | Lata Mangeshkar, Mohammad Rafi                              |